# Historia anestezjologii
Znieczulenie jest jednym z głównych filarów anestezjologii. Umiejętność jego wykonania umożliwiało przeprowadzanie niemożliwych wcześniej operacji chirurgicznych.

## Anestezja od początków medycyny do 1846 roku
Przed odkryciem nowoczesnych metod anestezji stosowano zwykle następujące metody uśmierzania bólu:
- alkohol
- stosowanie ucisku lub przykładanie lodu
- wyciągi z roślin (na przykład z koki przez Inków)

## Anestezja po 1846 roku
16 października 1846 roku William Morton zaprezentował w Bostonie znieczulenie eterowe. Cztery miesiące później, prof. Ludwik Bierkowski zastosował anestezję w przebiegu operacji w Polsce.

W okresie międzywojennym spopularyzowano zasady intubacji płuc, oraz zastosowano pochłaniacze dwutlenku węgla.

Pierwsze używane środki do znieczuleń to eter i podtlenek azotu, później także chloroform. Nieco później używano środków podawanych dożylnie: heksobarbital i tiopental.

Pomimo swoich zasług anestezjologia stosunkowo późno stała się osobną specjalnością lekarską, pierwsza katedra anestezjologii powstała dopiero w 1937 na Uniwersytecie Oksfordzkim.